# Khalid Butti
Khalid Butti Musabah Rashed Al Zaabi, noto semplicemente come Khalid Butti (in arabo خالد بطي‎?; Abu Dhabi, 29 agosto 1991), è un calciatore emiratino, difensore dell'Al-Ain .

## Carriera
Nato ad Abu Dhabi Khalid cresce nel settore giovanile dell'Al-Jazira, squadra con la quale fece il suo esordio da professionista il 27 maggio 2012, giocando titolare nella partita persa 2-0 contro il Dubai Club .
Nel 2015 si trasferisce all'Al Dhafra, squadra militante sempre nella UAE Arabian Gulf League, dove rimane per otto stagioni collezionando 143 presenze.
Nell'estate 2023, dopo la retrocessione dell'Al Dhafra in Prima Divisione, lascia la società e firma un contratto con la squadra di Abu Dhabi dell'Al-Wahda.
Dopo una sola stagione con la maglia dell'Al-Wahda, in cui colleziona 15 presenze, si trasferisce a titolo gratuito all'Al-Ain.

## Palmarès

### Club
- UAE Arabian Gulf League: 1

Al-Jazira: 2010-2011
- Coppa del Presidente degli Emirati Arabi Uniti: 1

Al-Jazira: 2011-2012
- UAE Arabian Gulf Cup: 1

Al-Wahda: 2023-24